# Cantone di La Petite-Pierre
Il Cantone di La Petite-Pierre era una divisione amministrativa dell'arrondissement di Saverne.
A seguito della riforma approvata con decreto del 18 febbraio 2014, che ha avuto attuazione dopo le elezioni dipartimentali del 2015, è stato soppresso.

## Composizione
Comprendeva i comuni di
- Erckartswiller
- Eschbourg
- Frohmuhl
- Hinsbourg
- Lichtenberg
- Lohr
- Petersbach
- La Petite-Pierre
- Pfalzweyer
- Puberg
- Reipertswiller
- Rosteig
- Schœnbourg
- Sparsbach
- Struth
- Tieffenbach
- Weiterswiller
- Wimmenau
- Wingen-sur-Moder
- Zittersheim